# Savignac-les-Églises
Savignac-les-Églises é uma comuna francesa na região administrativa da Nova Aquitânia, no departamento Dordonha. Estende-se por uma área de 21,87 km². Em 2010 a comuna tinha 969 habitantes (densidade: 44,3 hab./km²).